# Геза II
Геза II е 12-ият крал на Унгария от рода на Арпадите.
Коронован е след преждевременната смърт на баща му Бела II Слепи. Започва управлението си с регентството на кралицата майка Илона.

## Крал

### Регентство
Бащата на Геза II, крал Бела II, умира рано. И макар Геза да е първородният му син, по това време той е едва на 11 години. За да се пресекат претенциите към унгарския трон от страна на други родственици, Геза е коронован още на третия ден след смъртта на баща му. Регенти на малолетния крал стават майка му, кралица Илона Сръбска, и нейният брат Белош, служещ в унгарския двор.

### Самостоятелно управление
Геза започва да управлява самостоятелно през 1146 г., когато лично оглавява унгарските войски, за да отрази нашествието на германци, поддържащи претендента за унгарския престол – непризнатия син на крал Калман Книжник, Борис Коломанович, враждуващ още с бащата на Геза. Борис, с германски и австрийски наемници завладява Пожон, но за 3000 марки сребро германците се съгласяват да се оттеглят. Тогава Борис се обръща за помощ към маркграфа на Австрия Хайнрих II Язомиргот, но неговите войски са разбити от Геза на 11 септември 1146 г. на река Лейта.
Скоро след победата Геза се жени за сестрата на Великия киевски княз Изяслав Мстиславич, Евфросиния (родила му впоследствие четирима сина и четири дъщери). Кралицата майка и Белош остават първи съветници на Геза по време на почти цялото му управление, а Белош, с титлата бан, е и главнокомандващ.
Разчистването на сметки през 30-те години на XII век изглежда е толкова основно, а управлението на страната толкова централизирано, че и Ото Фрайзингски, и Абу-Хамид дават много висока оценка за авторитета на унгарския крал по тяхно време. Геза се оказва достатъчно силен, за да си позволи в началото на 50-те години XII век да води агресивна политика и да воюва на два фронта едновременно – срещу Византия и срещу Русия, докато същевременно е с влошени отношения със Свещената Римска империя.

### Кръстоносен поход
През пролетта на 1147 г. Конрад III започва Втория кръстоносен поход против мюсюлманите в Мала Азия и Близкия изток. Необходимостта от мирно преминаване на кръстоносците през територията на Унгария окончателно помирява германците и австрийците с крал Геза. Борис Коломанович се опитва да провокира конфликт между кръстоносците и краля, присъединявайки се към армията на френския крал Луи VII, но безуспешно. Макар че Луи отказва да предаде Борис Коломанович на Геза, той обещава да следи действията му, докато не напуснат пределите на Унгария. Освен това Луи VII даже става кръстник на родилия се по това време на Геза първороден син, бъдещия крал Ищван III. Борис Коломанович остава във Византия, откъдето продължава интригите си против Геза II в двора на император Мануил I Комнин.

## Потомство
- Ищван III (1147 – 4 март 1172), крал на Унгария (1162, 1163 – 1172)
- Бела III (1148 – 23 април 1196), крал на Унгария (1172 – 1196)
- Ержебет (ок. 1149 – след 1189 г.), жена на бохемския херцог Фредерик († 1189)
- Геза, херцог (ок. 1150 – до 1210 г.)
- Арпад (умира рано)
- Одола (1156 – 1199), жена на херцог Сватоплук Чешки
- Илона (ок. 1158 – 25 май 1199 г.), жена на херцог Леополд V Бабенберг
- Маргит (1162 – ?), родена след смъртта на Геза. Първо е омъжена за Исаак Макродук, после за Андраш, оберхешпан на Шомод.